# Ayana Holloway Arce
Ayana Holloway Arce (Lansing) és professora de física a la Universitat de Duke. Treballa en el camp de la física de partícules, utilitzant dades del Large Hadron Collider per entendre fenòmens més enllà del model estàndard de la física de partícules.

## Primers anys de vida i educació
Arce va néixer a Lansing, Michigan. Va estudiar física a la Universitat de Princeton, on va graduar-se amb honors i una llicenciatura el 1998. Es va traslladar a la Universitat Harvard per obtenir el seu doctorat, on va treballar amb el detector de CDF al Laboratori Nacional d'Accelerador de Fermi. Va completar el seu doctorat el 2006.

## Recerca
Després de la seva tesi doctoral, Arce va completar una beca postdoctoral Chamberlain al Laboratori Nacional Lawrence Berkeley, on va treballar en tècniques experimentals per mesurar les propietats de partícules pesades i inestables. Arce es va incorporar a la Duke University el 2010 i es va fer becaria de la Fundació Woodrow Wilson el 2012. La seva mare, Karla FC Holloway, és professora d'anglès i de dret, i el seu pare Russell Holloway és el degà de relacions empresarials i industrials. Arce està treballant en el detector de calorímetres a l'experiment ATLAS. Està treballant en la reconstrucció de la subestructura a raig i en l'ús de l'etiquetatge per raig en ressonàncies de diboson.
Al 2017, Arce i la seva mare, Karla FC Holloway, van participar en les commemoracions dels 50 anys de la Universitat de Duke de beques per a professors negres. Es va emocionar amb la pel·lícula Hidden Figures i ha participat en debats nacionals sobre com involucrar a més persones de color en les carreres científiques. Forma part del consorci de recerca del Laboratori de Nuclear Universitats de Triangle, que dona suport als estudiants de grau per completar projectes d'investigació d'estiu en física nuclear i de partícules.